# دانييل كلار
دانييل كلار، عالمة بحار، غطت أبحاثها تأثير حدث النينيو 2015/2016 على الكائنات المرجانية والطفيليات.

## حياتها
حصلت دانييل كلار على درجة البكالوريوس من جامعة هاواي في هيلو، وعلى درجة الدكتوراة من جامعة فيكتوريا في كندا. بعد حصولها على درجة الدكتوراه، انضمت كلار إلى مختبر وود في جامعة واشنطن في سياتل كزميلة ما بعد الدكتوراه في الإدارة الوطنية للمحيطات والغلاف الجوي لدراسات المناخ والتغير العالمي.
كان تخصص كلار الجامعي «علوم البحار». في عام 2011، خلال دراستها الجامعية، حصلت كلار على منحة من الإدارة الوطنية للمحيطات والغلاف الجوي الجامعية للالتحاق بمختبر «كاسيتسنا باي» في ألاسكا ثم تابعت استكمال دراسات الدكتوراه من 2013-2018 في جامعة فيكتوريا في كندا، وركزت دراستها على التعايش المرجاني خلال حدث النينيو 2015/2016. أكسبتها أطروحتها «التعايش المرجاني تحت الضغط: الديناميات المكانية والزمانية لتفاعلات تعايش المرجان» ميدالية الحاكم العام الكندي الذهبية للتميّز الأكاديمي. خلال دراستها للدكتوراه، استفادت كلار من تدريبها كغوّاصة علمية لإكمال العمل الميداني في جزيرة كيريتيماتي في المحيط الهادئ.

## العمل
بعد الدكتوراة، حصلت كلار على زمالة الإدارة الوطنية للمحيطات والغلاف الجو لأبحاث ما بعد الدكتوراة لدراسة «الدوافع المناخية واسعة النطاق للتطفل لدى أسماك الشعاب المرجانية» في جامعة واشنطن، سياتل.